# Thomas Sautner

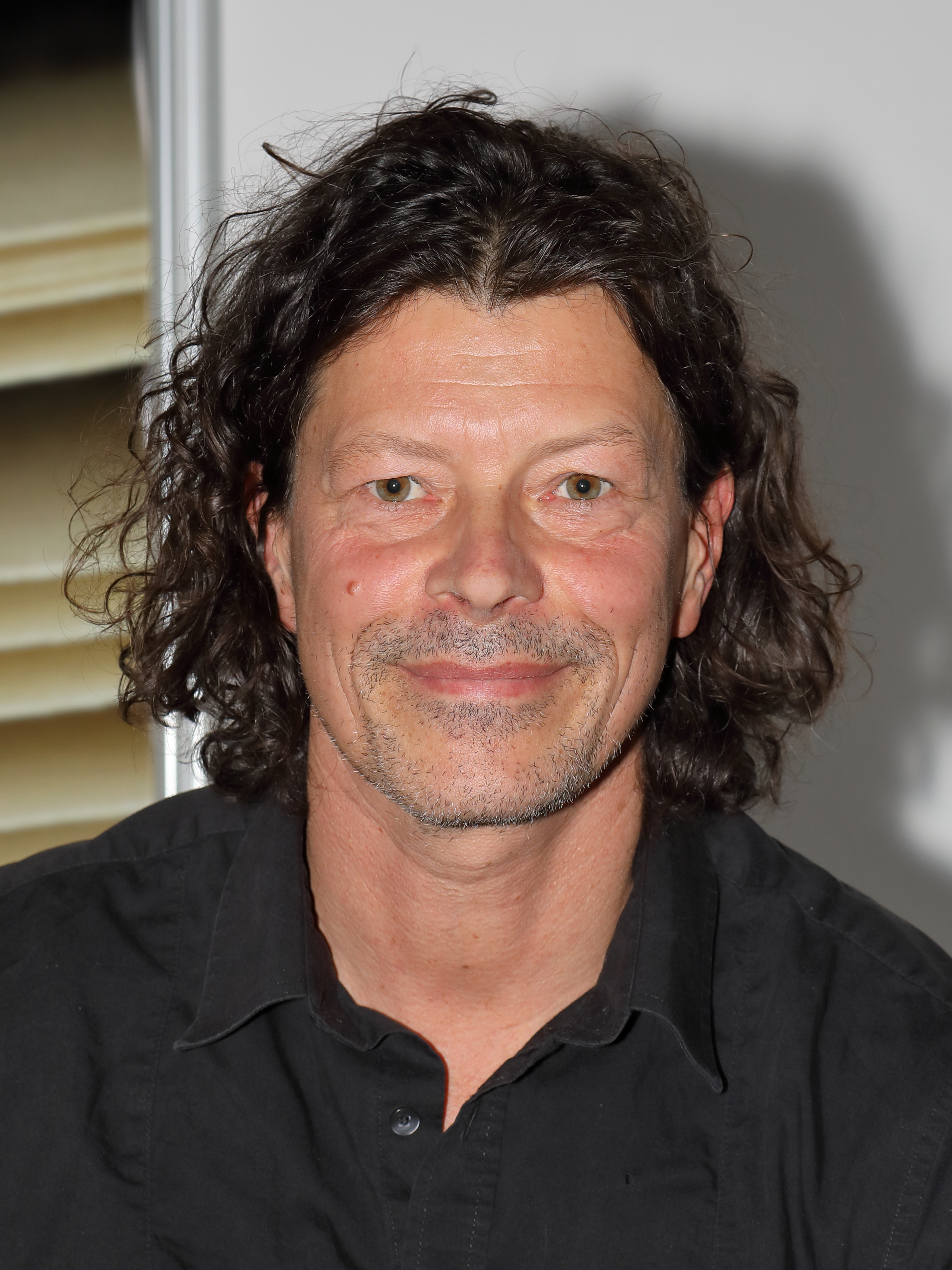
Thomas Sautner

Thomas Sautner (* 1970 in Gmünd) ist ein österreichischer Schriftsteller.

## Leben und literarisches Werk
Thomas Sautner wuchs im niederösterreichischen Waldviertel nahe der tschechischen Grenze auf und arbeitete nach dem Studium der Politikwissenschaften und der Zeitgeschichte in Wien zunächst als Journalist. 2006 erschien sein erster Roman Fuchserde, der im Waldviertel spielt und von den Jenischen handelt: Der Ausgrenzung und Verfolgung dieses fahrenden Volks stellt Sautner eine aus tiefer Naturverbundenheit gewachsene Lebensweisheit gegenüber.
In seinem 2007 erschienenen Roman Milchblume verlagert Sautner die Perspektive auf die sesshafte Bevölkerung des Waldviertels: Während der in den 1950er Jahren spielenden Handlung offenbaren sich Abgründe aus Niedertracht und Gewalt, die vor allem den als Dorftrottel geschmähten Jakob gefährden. Rückhalt erfährt er nur von seiner vermeintlichen Schwester Silvia und von Fahrenden, die im Dorf für die Dauer der Winterarbeiten geduldet werden.
Mit seinen beiden folgenden Romanen Fremdes Land und Der Glücksmacher verlässt Sautner das Waldviertel und zieht in die Großstadt. In der 2010 veröffentlichten Dystopie Fremdes Land geben die Protagonisten ihre Freiheit auf, weil ihnen im Gegenzug Sicherheit und Bequemlichkeit versprochen wird: Willig lassen sie sich Computerchips implantieren, obwohl sie damit die Kontrolle über ihr Leben verlieren. In dem satirischen Roman Der Glücksmacher, erschienen 2012, ist es das Glück, für das Menschen alles zu tun bereit sind: Ein verträumter Versicherungsangestellter, der lieber philosophiert als arbeitet, soll ein Konzept entwickeln, das jedem Versicherungskunden das persönliche Glück garantiert.
Mit seinem fünften Buch Waldviertel steinweich kehrt Sautner 2013 zurück in seine Heimat. Die Mischung aus Sagen, Anekdoten, Erzählungen, Rezepten und Essays über das Waldviertel, seine Geschichte und seine typischen „Inhaltsstoffe“ ergibt das persönliche Porträt einer Region, die zwar gern als „Kaltviertel“ geschmäht werde, aber niemanden kalt lasse.
Der 2015 veröffentlichte Roman Die Älteste spielt ebenfalls in der Heimat des Autors. Auf einer Lichtung im Wald wohnt die alte Lisbeth, zu der die Menschen kommen, wenn die Ärzte keinen Rat mehr wissen. Auch für die an Krebs erkrankte Sophie wird die Heilerin, die einst wegen ihrer jenischen Herkunft ins KZ verschleppt wurde, zur letzten Hoffnung. Zunächst skeptisch, lässt die berufstätige Mutter innerhalb weniger Tage den Stress ihres städtischen Alltags hinter sich, erfährt die Heilkraft der Natur und lernt, wie ein Leben gelingen kann. Dass es viel besser gelingen kann, wenn man es positiv betrachtet, erfährt der missmutige Rabe Kurt in dem humorvollen Bilderbuch Rabenduft, das von Thomas Kriebaum illustriert wurde und 2016 erschien.
Warum wir Welt und Existenz so oft in hüben und drüben, diesseits und jenseits, richtig und falsch einteilen, fragt Sautner in seinem 2017 veröffentlichten Roman Das Mädchen an der Grenze. Angesiedelt ist er wiederum im Waldviertel, und zwar in einem Zollhaus an der ehemaligen österreichisch-tschechoslowakischen Grenze, doch geht es nicht nur um das Bewachen einer ganz konkreten politischen Grenze: Icherzählerin Malina, die Ende der 1980er Jahre als Tochter eines Zollwachebeamten aufwächst, überschreitet immer wieder auch die eigenen Grenzen. Während die gewohnten Dinge um sie herum „zerwackeln“, taucht sie ein in die Seelen anderer Menschen, in andere Welten und Zeiten. Dabei werden diese Kategorien und mit ihnen Grenzen überhaupt am Beispiel der Literatur in Frage gestellt: Weil sie für alles offen sei, jedem jederzeit grenzenlose Abenteuer im Kopf ermögliche und nie behaupten würde, richtig zu liegen, könne sie die Menschen am ehesten ihrer Identität versichern, erkennt Malina.
Abenteuer im Kopf ermöglicht Sautner auch in seinem 2019 erschienenen Roman Großmutters Haus, und zwar nicht nur seinem Lesepublikum, sondern auch seiner inzwischen erwachsen gewordenen Protagonistin Malina. Sie, die Höhe und Halt stets in Büchern suchte, hat wunschgemäß eine Stelle in einer städtischen Bücherei bekommen, doch ihren Lebensunterhalt verdient sie abends als Kellnerin. Als Geliebte eines verheirateten Mannes ist sie auch privat unzufrieden. Da bekommt sie überraschend Post von ihrer totgeglaubten Großmutter, die ihr ein Paket voller Geldscheine schickt. Malina macht sich auf die Suche nach Kristyna-Oma und lernt in ihrem Haus mitten im Wald auch allerlei ebenfalls außergewöhnliche Männer kennen. Einem davon, Jakob, Protagonist in Sautners Roman Milchblume, fühlt sich Malina auf geheimnisvolle Weise verbunden, doch auch die Großmutter, die ihren Lebensunterhalt offenbar mit der Herstellung und dem Handel berauschender Kräuterzigaretten verdient, hat ein für Malina beunruhigend enges Verhältnis zu dem wesentlich jüngeren Mann. Der Rausch von Sommernächten und sinneserweiternden Rauchwaren, das Zentrum des Universums in der Mitte von Großmutters Haus und ein Tal der Dichter mitten im Wald: Malina, der Romane realer erscheinen als die Realität, unternimmt in diesem Roman eine Reise, die weniger mit der Wirklichkeit des Waldviertels zu tun hat als mit jenen Möglichkeiten, die uns nur die Literatur zu bieten vermag.
Als eine Art Fortsetzung von Das Mädchen an der Grenze und Großmutters Haus lässt sich Die Erfindung der Welt lesen. Der 2021 erschienene Roman kreist mit Hilfe einiger bereits bekannter Figuren wie den beiden im Wald lebenden Eigenbrötlern Kristyna und Jakob um philosophische Fragen, die Sautner bereits in seine vorherigen Büchern beschäftigt haben. Ausgehend vom Bibelzitat „Im Anfang war das Wort“ geht es unter anderem um die Erschaffung von Welt durch die Kraft der Sprache und den Gedanken, dass ein literarisches Werk größer ist als sein Autor/seine Autorin. Ein Eingangszitat von Fernando Pessoa, jenes portugiesischen Schriftstellers, der seine Werke hauptsächlich unter drei Heteronymen verfasste, wirft ein entsprechendes Licht auf die Protagonistin des Romans, die Autorin Aliza Berg. Sie erhält einem Brief von einem reichen Gönner, der sie dafür bezahlt, das Leben anhand einer bestimmten Region exemplarisch zu beschreiben. Ist Aliza Berg nur ein Pseudonym, wie am Anfang behauptet, oder ist sie, wie später angedeutet, ein Heteronym der Bücher liebenden Malina, des Mädchens an der Grenze, das Aliza bei ihren Recherchen als einzige nicht in der Region antrifft? Dafür lernt sie den leider verheirateten Trafikanten und Bücherfreund Peter kennen und wohnt bei Elli und Leopold, den Besitzern von Burg Litstein. Einander entfremdet, finden die von einem „Herzvirus“ infizierte Gräfin in den Armen von Jakob und der Graf in den Armen von Kristyna das Eins-Sein. Die Liebe sei das Anfang und das Ende von allem, erkennt Leopold, und notiert eine entsprechende Formel, um die Karteikarte dann in „keinen Raum“ zu bringen, wo Erkenntnisse über die Welt in Schubladen bewahrt werden. Mit satirischem und zugleich nachsichtigem Blick auf seine weltbewegende Erkenntnisse wälzenden und doch nur von Gedanken erschaffenen Figuren erfindet Sautner eine Welt, in der nur Wesentliches zählt. Dazu gehören Liebe, Natur und Quantenphysik – und natürlich Literatur.

## Bücher
- Fuchserde, Roman. Picus Verlag, Wien 2006
- Milchblume, Roman. Picus Verlag, Wien 2007
- Fremdes Land, Roman. Aufbau Verlag, Berlin 2010
- Der Glücksmacher, Roman. Aufbau Verlag, Berlin 2012
- Waldviertel steinweich, literarischer Reise- und Heimatbegleiter, Picus Verlag, Wien 2013
- Die Älteste, Roman. Picus Verlag, Wien 2015.
- Rabenduft, Bilderbuch. Illustriert von Thomas Kriebaum. Picus Verlag, Wien 2016, ISBN 978-3-85452-192-1.
- Das Mädchen an der Grenze, Roman. Picus Verlag, Wien 2017, ISBN 978-3-7117-2047-4.
- Großmutters Haus, Roman. Picus Verlag, Wien 2019, ISBN 978-3-7117-2076-4.
- Die Erfindung der Welt, Roman. Picus Verlag, Wien 2021, ISBN 978-3-7117-2103-7.
- Nur zwei alte Männer, Roman. Picus Verlag, Wien 2023, ISBN 978-3-7117-2132-7.
- Pavillon 44, Roman. Picus Verlag, Wien 2024, ISBN 978-3-7117-2149-5.

## Essays, Interviews und Erzählungen
- Göttliche Gaudi. Der Standard, 6./7. September 2008
- Von der Sehnsucht, beschränkt zu sein. Die Presse Spectrum, 8. Mai 2010
- Wenn das Kaffeehaus zur „Zone“ wird. Der Standard, 1. Oktober 2010
- Was wir alles zulassen. Die Presse Spectrum, 23. April 2011
- Europas Demokratie im Koma. Der Standard, 9./10. Juli 2011
- Wo wohnt denn das Glück? Der Standard, 25. August 2012
- Wohin mit uns? Der Standard, 28. Dezember 2013
- Das Leben der Neschs. Literatur und Kritik Nr. 491/492, März 2015.
- Hätte er eine Lösung für Europa? Der Standard, 21. Februar 2015.
- Von uns bösen Rechten und naiven Linken. Der Standard, 25. September 2015.
- Wenn wir wollten, wie wir könnten. Die Presse, 3. Oktober 2015.
- Die Wähler haben die Wahl verloren. Wiener Zeitung, 21. Oktober 2015.
- Vom Glück, der Welt zu trotzen. Der Standard, 24. Dezember 2015.
- Haben wir uns selbst verloren? Die Presse, 23. Januar 2016.
- Heiße Luft, verpackt in Leder. Der Standard, 25. Juni 2016.
- Gott, Erwin und die Welt. Der Standard, 17. Dezember 2016.
- Bedienungsanleitung für Autoren. Der Standard, 4. November 2017.
- Draußen mag die Welt sein. Die Presse, 11. November 2017.
- Die Umwege des Herrn. Die Presse, 21. Oktober 2018.
- Neue Ode an die Freude. Der Standard, 29. Dezember 2018.
- Diese Einbahn im Kopf. Die Presse, 16. Februar 2019.
- Was ich lese. Die Presse, 16. März 2019.
- Die uns beruhigende Politik, die gerade läuft. Die Presse, 20. März 2019.
- Im Wald gibt's a Sünd. Der Standard, 18. Oktober 2019.
- Kunst, Natur und Schönheit. Die Presse, 21. Dezember 2019.
- „Nur gemeinsam war dieser historische Erfolg möglich“. Morgen, 2/2019.
- 1000 Tage Chefin. Der Standard, 18. Januar 2020.
- „Die EU wird implodieren“. Morgen, 1/2020.
- Wie einfach die Wahrheit. Die Presse, 21. März 2020.
- „Der Gestus der Entschlossenheit triumphiert“. Morgen, 2/2020.
- Unsere königlichen Möglichkeiten. Die Presse, 6. Juni 2020.
- „Dinge von unsichtbarer Kraft“. Morgen, 1/2021.